# The Isolator
Zettai naru Isolator (яп. 絶対ナル孤独者 Дзэттай на:ру Айсорэ:та) — японское ранобэ от автора Рэки Кавахара, иллюстрированное Shimeji. Ранобэ издаётся в журнале Dengeki Bunko с 2014 года.

## Сюжет
В августе 2019 года ученые получили внеземные сигналы, предупреждающие их о катастрофах, которые ударят по Земле. После этого различные формы внеземной жизни вступают в контакт с людьми. У людей начинают проявляться таинственные силы: некоторые из них способны двигаться со скоростью звука, некоторые получают уникальные предметы, например, меч, способный резать сталь.

## Персонажи
- Минору Уцуги (яп. 空木 ミノル Уцуги Минору) — главный герой, использующий кодовое имя «Изолятор». Скромный 17-летний подросток, который получил способность, которую он всегда желал, — Одиночество. Живёт с троюродной сестрой Нориэ. Восемь лет назад он потерял всю свою семью.
- Юмико Адзу (яп. 箕輪 朋美 Адзу Юмико) — главная героиня, член организации, которая следит за суперлюдьми. Вместе с напарником находит байтера и помогает Минору в сражении с ним.
- Томоми Минова (яп. 箕輪 朋美 Минова Томоми) — весёлая и забавная девушка, состоящая в клубе лёгкой атлетики.

## Медиа
Издательство ASCII Media Works опубликовала четыре тома ранобэ, начиная с июня 2014 года. Их манга-адаптация была иллюстрирована Наоки Косимидзу и издавалась в Dengeki Daioh. Американское издательство Yen Press лицензировало романы и мангу в Северной Америке.

### Ранобэ
| №                                                      | Оригинальное издание | Оригинальное издание   | Английский язык     | Английский язык        |
| №                                                      | Дата публикации      | ISBN                   | Дата публикации     | ISBN                   |
| ------------------------------------------------------ | -------------------- | ---------------------- | ------------------- | ---------------------- |
| 1                                                      | 10 июня 2014 года    | ISBN 978-4-04-866510-0 | 23 июня 2015 года   | ISBN 978-0-31-626059-6 |
| - Fragment 1 - Fragment 2 - Sect.001 -The Biter-       |                      |                        |                     |                        |
| 2                                                      | 10 февраля 2015 года | ISBN 978-4-04-869248-9 | 26 января 2016 года | ISBN 978-0-31-626889-9 |
| - Sect.002 -The Igniter-                               |                      |                        |                     |                        |
| 3                                                      | 10 февраля 2016 года | ISBN 978-4-04-865748-8 | 22 ноября 2016 года | ISBN 978-0-31-655272-1 |
| - Interlude 1 -The Retriever- - Sect.003 -The Trancer- |                      |                        |                     |                        |
| 4                                                      | 10 мая 2017 года     | ISBN 978-4-04-892894-6 | 24 апреля 2018 года | ISBN 978-1-97-532627-2 |
| - Sect.004 -The Stinger-                               |                      |                        |                     |                        |

### Манга
| № | Оригинальное издание | Оригинальное издание   | Английский язык     | Английский язык        |
| № | Дата публикации      | ISBN                   | Дата публикации     | ISBN                   |
| - | -------------------- | ---------------------- | ------------------- | ---------------------- |
| 1 | 10 февраля 2016 года | ISBN 978-4-04-865656-6 | 24 января 2017 года | ISBN 978-0-31-650464-5 |
| 2 | 8 октября 2016 года  | ISBN 978-4-04-892292-0 | 14 ноября 2017 года | ISBN 978-0-31-643976-3 |
| 3 | 10 июля 2017 года    | ISBN 978-4-04-892920-2 | 20 марта 2018 года  | ISBN 978-1-97-530016-6 |

## Рецензии и оценки
Выпуск первого тома ранобэ на английском языке от издательства Yen Press получил положительные отзывы от сайта Anime News Network. В частности, были отмечены «правдоподобные персонажи».